# Kalmansaari (ö i Södra Savolax, Nyslott, lat 61,84, long 28,54)
Kalmansaari är en ö i Finland. Den ligger i sjön Pihlajavesi och i kommunen Nyslott i  landskapet Södra Savolax, i den sydöstra delen av landet, 260 km nordost om huvudstaden Helsingfors. Öns area är 2 hektar och dess största längd är 220 meter i öst-västlig riktning.